# Jacob Bendien
Jacob Bendien (Amsterdam, 16 april 1890 - aldaar, 16 december 1933) was een Nederlandse kunstschilder, tekenaar en kunstanalyticus.
Hij verbleef in Amsterdam, Parijs (1911-1915), Berlijn (vanaf 1915) en opnieuw in Amsterdam waar hij ten slotte in 1933 bezweek aan tuberculose.

## Vroege ontwikkeling
Jacob Bendien behoorde tot de groep eerste Nederlandse kunstenaars die volledig abstracte kunst maakten. Al in 1912 kwamen zijn eerste abstracte werken tot stand in Parijs. Bendien onderscheidde zich van die Nederlandse abstracte kunstenaars, die  zich - zoals Mondriaan - met name richtten op het net ontstane kubisme om van daaruit door gebruik van strakke vlakken en rechte lijnen tot abstracte, hoekige composities te vormen. Bij Bendien en verwante kunstenaars werd de lijnvoering in de abstracte composities daarentegen bewust gevoelig gehanteerd, vaak zwierig en uitsluitend organisch. In tegenstelling tot de genoemde ‘kubisten’ was Bendiens kleurgebruik van begin af aan helder; de kleuren zette hij meestal ongebroken neer in egale vlakken. Zo kwamen in 1911 zijn beide schilderijen Peinture I en Peinture II tot stand in Parijs, waarin nog enigszins het onderliggende schema van een portret te herkennen valt. Beide schilderijen doen al duidelijk abstract aan en de ronde lijnvoering met de gestileerde vlakken lopen vooruit op zijn kunstopvatting in de jaren daarna.
In zijn Parijse jaren trok Bendien aanvankelijk intensief op met de Nederlandse beeldhouwer John Rädecker; beiden hadden er een arme en moeizame tijd. Daarna groeide er het intensieve contact met de jonge schilder Jan van Deene in wie Bendien veel verwantschap herkende met zijn eigen kunstopvatting. Al vrij snel ontstonden er onder invloed van het grote aanbod aan moderne kunst in Parijs hun eerste, niet langer op de voorstelling gebaseerde composities. Op de Amsterdamse tentoonstelling van De Moderne Kunstkring in 1912 (Bendien was toen 22 jaar) werden deze abstracte schilderijen voor het eerst in Nederland tentoongesteld, te midden van het werk van andere avantgardekunstenaars uit binnen- en buitenland. Ze trokken nog nauwelijks aandacht.

## Abstract versus figuratief

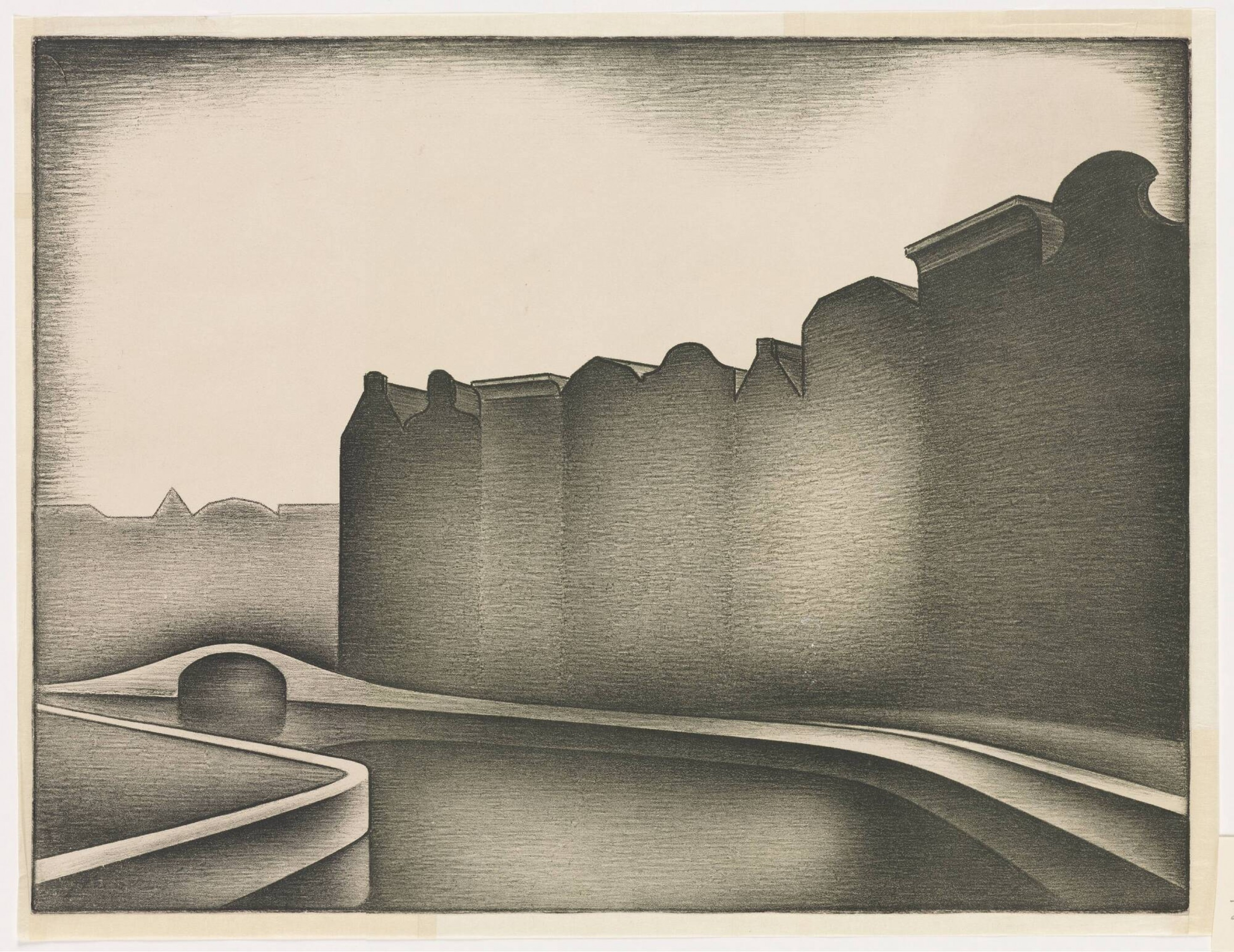
Gracht. Lithografie. Rotterdam, Museum Boijmans Van Beuningen.

De teken- en schilderkunst van Bendien kenmerkt zich sowieso van 1915 tot aan zijn dood in 1933 door een heen en weer gaande beweging tussen het abstracte en het figuratieve. Consequent weigerde hij onderscheid te maken tussen deze twee kanten van het moderne schilderen. Een schilderij als De fluitspeler uit 1928 laat zo een spelende man met fluit zien, compleet met hoed, en handen en een duidelijke lichtval op de figuur; maar kort daarvoor en daarna ontstonden er volledig abstracte lijntekeningen van zijn hand. De reden hiervan is dat Bendien geen onderscheid wenste te maken; zowel zijn abstracte als zijn figuratieve kunst gaven naar zijn mening uitdrukking aan algemeen menselijke gevoelens.
Het vlak bleef echter het uitgangspunt van tweedimensionale werken. Illusionisme met als doel de natuur na te bootsen wees hij af. In zijn boek Richtingen in de hedendaagse schilderkunst schreef hij hierover:

Door zich aan perspectief te houden, vernietigt men het vlak. Men maakt een holte. Trouw aan het vlak daarentegen betekent zondigen tegen het perspectief. Schilderkunst met natuurvoorstelling, al wil ze nog zo weinig natuurillusie wekken, kan nooit meer dan een compromis zijn tussen de driedimensionale natuur en het tweedimensionale vlak

## Absolute schilderkunst
Na 1912 waren het met name de tentoonstellingen van de Amsterdamse kunstenaarsvereniging De Onafhankelijken waar de Nederlandse ‘Parijse’ kunstenaars voor het eerst hun abstracte werken toonden aan het Hollandse publiek. Een belangrijk deel van de Nederlandse pers was daar zeer kritisch over. Zoals in 1913, toen Jacob Bendien met Carel Harders, Chris Hassoldt, John Rädecker en Jan van Deene voor het eerst de 'Absolute schilderkunst' in Nederland proclameerden. Met name Jan van Deene en Bendien presenteerden er een abstracte kunst waarin het gevoelsleven zich intuïtief uitte in kleur en in lijn, zoals beide schilders herhaaldelijk – en soms gezamenlijk - betoogden. In de schilderijen van beiden zijn de ronde, vloeiende kleurvlakken bewust gescheiden door lijnen, om zo te vermijden dat de kleuren morsig op de grens van de vlakken in elkaar overliepen en zo het totale werk zouden vertroebelen. Alleen door het toepassen van egale en ongebroken kleurvlakken zou een maximale en 'zuivere gevoelswaarde' geuit kunnen worden. De noodzaak om met hun kunst tot 'zuiverheid' en tot 'innerlijkheid' te komen werd door beide kunstenaars voortdurend betoogd; Bendien zelf zou dit tot aan zijn - vroege - dood blijven herhalen.
Bendien waardeerde de abstracte kunst van Mondriaan die hij intensief  en langdurig bestudeerde, waardoor hij naar de mening van kunsttheoreticus A. M. Hammacher in de jaren voor W.O. II een van de beste Mondriaan-kenners in Nederland was. Bendien publiceerde in deze periode herhaaldelijk over Mondriaans schilderkunst. Op zijn ziekbed ten huize van de familie Harrenstein in Amsterdam (waar hij werd verpleegd) zag hij recent gemaakte schilderijen van Mondriaan vers uit Parijs aankomen en kon ze daardoor dagenlang vanuit zijn bed bekijken en analyseren. Toch heeft Bendien zich in zijn eigen werk nooit bekend tot de rechte lijnen en de rechthoekige vlakken en balken van het Neoplasticisme van Mondriaan en Van Doesburg.

## Het meditisme
Te midden van de kunststijlen in de jaren 1910-1930 proclameerde Bendien zijn eigen kunststijl: het Meditisme. Het was met name in zijn tekeningen dat hij voor zichzelf deze nieuwe stijl tot uiting zag komen. De 'levensgrond' was een centraal begrip binnen zijn Meditisme, evenals het 'individu'. Beide werden naar eigen zeggen met name in zijn tekeningen op elkaar betrokken en door allerlei verschillende kwaliteiten in lijnvoeringen verbeeld. Lijnen in de onderkant van een tekening hadden voor Bendien bijvoorbeeld een geheel andere psychologische waarde dan eenzelfde lijn in het bovenvlak. Hij was een kunstenaar die bewust gebruik maakte van de vele praktische mogelijkheden van de lijn en van de invloed van de door hem gehanteerde materialen hierop. Korrelige, strakke, dikke of dunne lijnen, hun verschillende karakter werd door Bendien bewust benut binnen zijn gepraktiseerde Meditisme.

## Kunsttheoreticus
Naast kunstenaar was Bendien actief kunsttheoreticus. Hij bezat een breed overzicht overzicht van de moderne stromingen van zijn eigen tijd, gezien zijn boek Richtingen in de hedendaagsche schilderkunst. Het veld van de moderne kunst in zijn tijd onderscheidde hij in twee duidelijke polen. Er was de dynamische, vitale en ongebonden kant waarin de emoties van de kunstenaar de belangrijkste rol speelden in het genereren van het kunstwerk; dit onderkende hij onder andere in het futurisme, het Duitse expressionisme, het surrealisme, de kunst van Kandinsky en van Dada. Daartegenover plaatste hij de kunst waarin gestreefd werd naar een zuiverheid en naar beheersing van de emoties door middel van ‘de geest’. Deze benadering herkende hij zowel in de abstracte en figuratieve kunst; hij onderkende het in het werk van Mondriaan en Van Doesburg, de kubisten, de schilders van de Nieuwe Zakelijkheid (met name in Duitsland) en in zijn eigen werk: het Meditisme. Daarbij zag hij Mondriaan als dogmatisch in zijn abstractie en zichzelf als mediterend, intuïtief en vrij, omdat hij zowel figuratie als abstractie wilde toelaten in zijn eigen kunst.
Bendien werd door zijn inspirerende inzichten een geestelijk mentor van belangrijke mensen uit de toenmalige kunstwereld zoals de productieve kunstcriticus A.M. Hammacher en de wandschilder en latere directeur van de Amsterdamse Rijksacademie Roland Holst. In de laatste vier jaar van zijn leven was hij lichamelijk beperkt door de tbc; het waren de jaren waarin hij samen met mevr. A. Harrestein-Schräder een overzicht schreef van alle moderne Europese kunstrichtingen uit zijn tijd: Richtingen in de hedendaagsche schilderkunst. Enkele jaren na zijn dood werd dit manuscript in 1935 postuum uitgegeven bij Brusse N.V. te Rotterdam, na redactie en aanvulling door A. Hammacher, J.G. van Gelder en W. Hilbers.